# CBS
 (транскр.  Си-Би-Ес), иницијализам за бивше име мреже, Columbia Broadcasting System (транскр.  Коламбија броудкастинг систем), је америчка комерцијална радиодифузна телевизијска и радио мрежа које је главно власништво предузећа CBS Entertainment Group, одсека Paramount Global. Седиште предузећа се налази у CBS Building у Њујорку са главним продукционим погонима и операцијама у Њујорку (у CBS Broadcast Center) и Лос Анђелесу (у CBS Television City и CBS Studio Center).
CBS се понекад назива Eye Network, у вези са симболом заштитног знака предузећа, који се користи од 1951. године. Такође се назива и „Tiffany Network”, алудирајући на запажени високи квалитет програма CBS за време мандата Вилијама С. Пејлија. Такође се може односити на неке од првих CBS демонстрација телевизије у боји, које су одржане у бившој згради Tiffany & Co. у Њујорку 1950. године.
Мрежа има своје порекло у United Independent Broadcasters Inc., колекцији од 16 радио-станица које је купио Пејли 1928. године и променио име у Columbia Broadcasting System. Под Пејлијевим вођством, CBS је први постао једна од највећих радио-мрежа у Сједињеним Америчким Државама и коначно једна од три највеће радиодифузне мреже у Сједињеним Америчким Државама. Током 1974. године CBS је одустао од некадашњег пуног имена и постао је познат као CBS, Inc. Westinghouse Electric Corporation је купио мрежу 1995. године и променио назив корпоративног субјекта у тренутни CBS Broadcasting, Inc. током 1997. године и на крају усвојила име предузећа које је стекла да постане CBS Corporation. Током 2000. године је CBS дошао под контролу првог Viacom, који је основан као спин-оф CBS током 1971. године. Крајем 2005. године, Viacom се поделио у два одвојена предузећа и поново основало CBS Corporation преко спин-офа радиодифузне телевизије, радија и одабраних кабловско-телевизијских и не-радиодифузних средстава, са телевизијском мрежом CBS као језгром. CBS Corporation је контролисано од стране Самнера Редстоуна преко предузећа National Amusements, које је контролисало другим  до 4. децембра 2019. године, када су се два одвојена предузећа усагласила да се споје и постану нови субјекат познат као ViacomCBS.

## Историја
Мрежа води своје порекло од United Independent Broadcasters Inc., радио мреже коју је у Чикагу основао агент за таленте из Њујорка Артур Џадсон у јануару 1927. У априлу те године, Колумбија фонограф компанија, матична издавачка кућа Колумбије, инвестирала је у мреже, што је резултирало њеним ребрендирањем у Columbia Phonographic Broadcasting System (CPBS). Почетком 1928, Џадсон и Колумбија су продали мрежу Ajсаку и Леону Левију, двојици браће који су поседовали WCAU, филаделфијску подружницу мреже, као и њиховом партнеру Џерому Лоухајму. Они су поставили Пејлија, Левијевог рођака, за председника мреже. Пошто је дискографска кућа Колумбија изашла из поседа, Пејли је ребрендирао мрежу у Columbia Broadcasting System. До септембра 1928, Пејли је постао већински власник мреже са 51 процентом бизниса. Paramount Pictures је затим преузео осталих 49 процената CBS-а 1929. године, али је Велика депресија на крају приморала студио да прода своје акције назад мрежи 1932. године. CBS би тада остао првенствено независна компанија током наредне 63 године. 
Под Пејлијевим вођством, CBS ће прво постати једна од највећих радио мрежа у Сједињеним Државама, а на крају и једна од велике три америчке телевизијске мреже за емитовање. CBS се упустио и проширио своје хоризонте путем телевизије почевши од 1940-их, одвојивши своју емитовну дивизију Вијаком у посебну компанију 1971. Вестингхаус Електрик корпорација је затим купила CBS 1995. и преименовала се у CBS корпорација. Године 1974, CBS је одустао од свог оригиналног пуног имена и постао познат једноставно као CBS, Inc. Вестингхаус Електрик корпорација је купила мрежу 1995. године, преименујући свој корпоративни ентитет у садашњи назив CBS Broadcasting, Inc. две године касније, и на крају је усвојила име компаније коју је купила да постане CBS корпорација. Године 2000, CBS је дошао под контролу првобитне инкарнације Вијакома, који је формиран одвајањем од CBS-а 1971. године. Вијаком се 2005. године поделио у две одвојене компаније и поново успоставио CBS корпорацију кроз одвајање своје емитоване телевизије, радијо и одабране кабловске телевизије и неемитујућих средства, са CBS мрежом у њеном језгру. CBS корпорацију је контролисао Самнер Редстоне преко National Amusements, који је такође контролисао другу инкарнацију Вијакома до 4. децембра 2019. године, када су се две одвојене компаније договориле да се поново споје и постану ViacomCBS. Након продаје, CBS и његова друга средства за емитовање и забаву су реорганизована у нову дивизију, CBS Entertainment Group.
CBS је управљао CBS радио мрежом до 2017. године, када је продао своје радио одељење компанији Ентерком (сада познатој као Audacy, Inc. од 2021. године). Пре тога, CBS Радио је углавном обезбеђивао вести и представљао садржај за свој портфолио радио станица у власништву, којима управљају на великим и средњим тржиштима, као и придружене радио станице на разним другим тржиштима. Док су обични акционари CBS корпорације (тј. не деонице са вишеструким гласањем које држи National Amusements) добили 72% удела у комбинованом Ентеркому, CBS више не поседује нити управља ниједном радио станицом директно; међутим, и даље обезбеђује радио вести својим радио филијалама и новим власницима својих бивших радио станица, и лиценцира права на коришћење CBS заштитних знакова под дугорочним уговором. Телевизијска мрежа има преко 240 телевизијских станица које су у власништву и којима управљају и које су повезане широм Сједињених Држава, од којих су неке доступне и у Канади преко провајдера плаћене телевизије или у граничним областима преко етера. CBS је био рангиран на 197. месту на Форчун 500 највећих америчких корпорација за 2018. по приходу.